# Arlenea delicata
Arlenea delicata — викопний вид голонасінних рослин сучасної родини ефедрових (Ephedraceae). Існував у ранній крейді (115—113 млн років тому).

## Скам'янілі
Плиту з скам'янілим відбитком рослини знайдено у відкладеннях формації Крато басейну Араріпе у штаті Сеара на північному сході Бразилії. Зразок містить вегетативні і репродуктивні структури. Він зберігається в колекції Museu de Paleontologia Plácido Cidade Nuvens (MPPCN).

## Опис

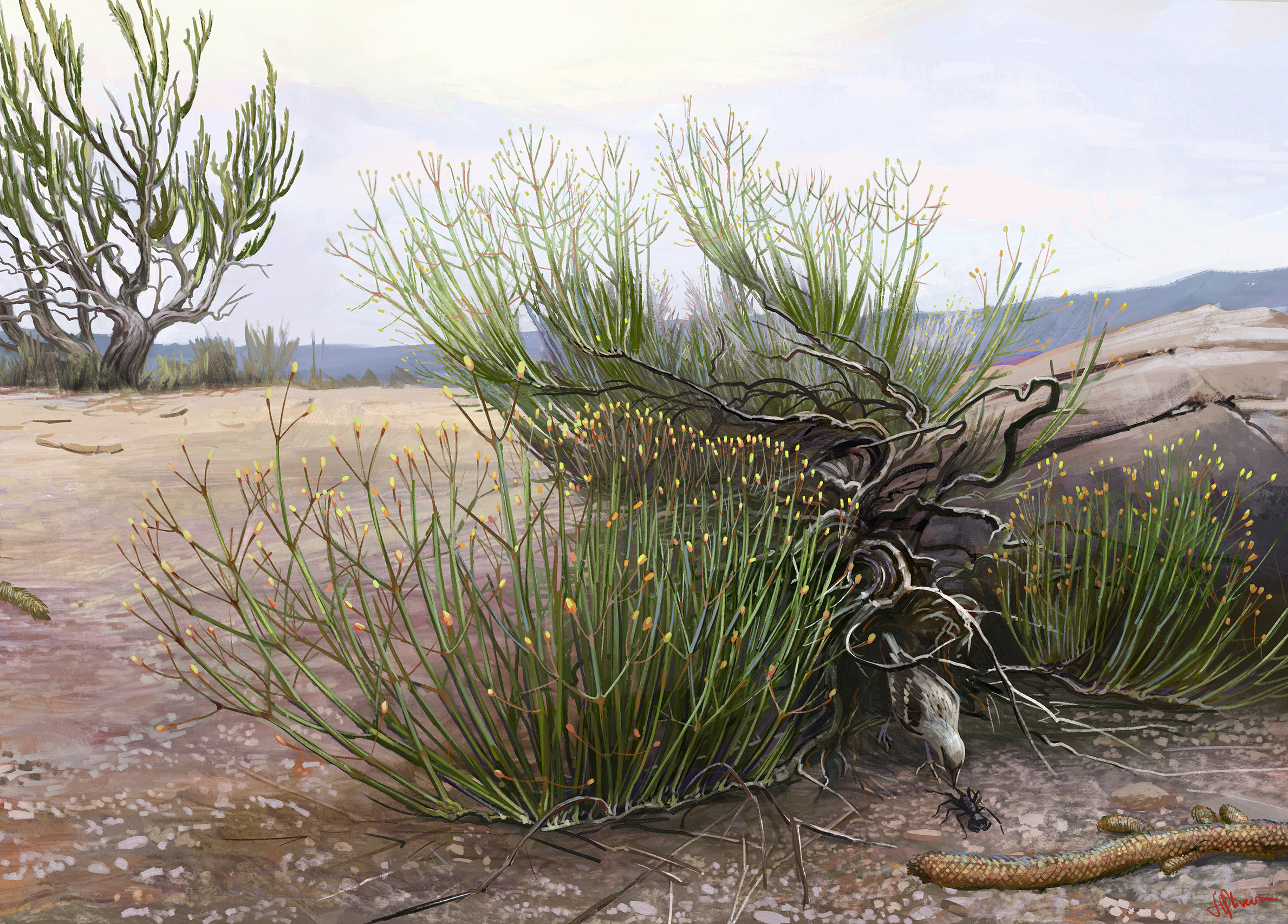
Художня реконструкція виду

Рослина мала типові морфологічні характеристики ефедроїдних рослин, включаючи фертильні репродуктивні гілки, протилежний філотаксис, кінцеві жіночі шишки, симподіальну систему розгалужень, поздовжньо-смугасті міжвузля та роздуті вузли.

## Етимологія
Рід Arlenea на честь професора та ботаніка Регіонального університету Карірі Марії Арлен Пессоа да Сілви, доктора філософії, за його невтомну роботу в дослідженні та захисті існуючої флори Шапада-ду-Араріпе. Видовий епітет delicata відображає ніжні кінцеві гілки, які містять кінцеві репродуктивні структури.